# Single Parents
Single Parents è una serie televisiva statunitense ideata da Elizabeth Meriwether e J. J. Philbin, trasmessa dal 26 settembre 2018 sulla ABC.
Interpretata da Taran Killam, Leighton Meester, Brad Garrett, Kimrie Lewis e Jake Choi, la serie segue un gruppo di adulti che devono avventurarsi attraverso i genitori single con i loro figli piccoli.
Il 17 ottobre 2018, vengono ordinati 22 episodi. Il 16 dicembre, viene ordinato un ulteriore episodio, arrivando a 23.
Il 10 maggio 2019, viene rinnovata per una seconda stagione.
In Italia, la serie verrà trasmessa dal 3 dicembre 2018 su Fox.
Il 21 maggio 2020, la serie viene cancellata da ABC dopo due stagioni.

## Trama
La serie inizia quando un gruppo di amici (tutti genitori single) incontra Will, un uomo divorziato di 30 anni che è così concentrato nel crescere sua figlia da aver perso di vista l'uomo nascosto dietro al papà. Quando i genitori vedono quanto è preso da PTA (associazione genitori insegnanti) e principesse, si uniscono per fargli capire che la genitorialità non significa sacrificare tutto a scapito della propria identità e lo convincono a curare la sua vita sociale.

## Episodi
| Stagione         | Episodi | Prima TV USA | Prima TV Italia |
| ---------------- | ------- | ------------ | --------------- |
| Prima stagione   | 23      | 2018-2019    | 2018-2019       |
| Seconda stagione | 22      | 2019-2020    | 2019-2021       |

## Personaggi e interpreti

### Personaggi principali
- Will Cooper, interpretato da Taran Killam.
Lavora come meteorologo ed è il padre di Sophie, che cresce da solo dopo che la sua ex moglie Mia li ha lasciati entrambi. Sotto molto aspetti è il classico padre ossessivo che fa della genitorialità il centro del suo universo, o almeno fino a quando non inizierà a uscire dal suo guscio grazie all'aiuto dei suoi amici, che gli insegneranno a godersi la vita anche a dispetto del suo status di genitore single. Nonostante la sua goffaggine, riscuote successo con le donne.
- Angie D'Amato, interpretata da Leighton Meester.
È la madre di Graham, molto giovane e intraprendente. Cresce da sola suo figlio da quando, dopo aver scoperto della gravidanza, il suo fidanzato (nonché padre del bambino) l'ha lasciata, questo l'ha trasformata in una persona prevenuta e negativa. Ama Graham al di sopra di tutto ma è molto insicura delle sue capacità di madre.
- Douglas Fogerty, interpretato da Brad Garrett.
È un dermatologo, ed è il padre di Emma e Amy. La sua defunta moglie, molto più giovane di lui, era una spogliarellista. È il classico burbero che non ama esprimere i suoi sentimenti, sebbene si sforzi di manifestare la sua emotività quando è in compagnia delle gemelle. È un uomo orgoglioso e all'antica, ma anche saggio e con un cuore d'oro.
- Poppy Banks, interpretata da Kimrie Lewis.
È la madre di Rory, avuto dal suo ex marito Ron. È una donna dolce, affettuosa e disponibile, la parte razionale del suo gruppo di amici. Gestisce un negozio dove vende vino e libri.
- Miggy Park, interpretato da Jake Choi.
Giovane ragazzo padre, ha un figlio di pochi mesi di nome Jack. Proprio per via della sua giovane età riesce a legare facilmente con i figli dei suoi amici, i quali cercano di aiutarlo a crescere e a maturare al fine di farlo diventare un bravo padre. Lavorerà nell'enoteca di Poppy, e in seguito nello studio legale di Angie. Nella seconda stagione si apprenderà che Miggy è bisessuale.
- Sophie Cooper, interpretata da Marlow Barkley.
È la figlia di Will, che lui ama più di qualunque altra cosa, spesso diventando fin troppo soffocante. Sophie più volte ha dimostrato di avere più autocontrollo di suo padre. È una bambina intelligente e perspicace.
- Graham D'Amato, interpretato da Tyler Wladis.
È il figlio di Angie, è un bambino un po' imbranato e insicuro. Essendo cresciuto senza suo padre, Angie teme sempre che la sua sola presenza non gli dia il supporto emotivo di cui lui avrebbe bisogno.
- Rory Banks, interpretato da Devin Trey Campbell.
È il figlio di Poppy, ha la passione per la moda e l'abbigliamento. Lui e sua madre sono molto legati, comportandosi quasi come se fossero amici, lei il più delle volte tende a viziarlo. È un bambino buono e sensibile, ma anche narcisista e dal carattere fin troppo esibizionista.
- Emma e Amy Fogerty, interpretate rispettivamente da Mia Allan e Ella Allan[9]
Sono le figlie gemelle di Douglas, caratterialmente simili al padre, il quale cerca di imporsi spesso come figura razionale e dominante. Hanno un vero e proprio talento nei lavori manuali, sembra che siano capaci di riparare e costruire qualunque cosa. Cresciute senza una madre, faticano a comportarsi in maniera famminile.

### Personaggi secondari
- Tony, interpretato da Patrick Birkett.
È il maggiordomo di Duoglas, svolge ogni tipo di mansione per lui. Non parla quasi mai.
- Monica Dewan, interpretata da Hannah Simone
Rinomata pediatra con la quale Will inizia una relazione. È una donna molto affascinante e, sebbene sia brava con i bambini, fuori dall'orario di lavoro li tratta con distacco. Curiosamente quei tratti caratteriali di Will che gli altri trovano ridicoli, lei li considera eccitanti.
- Owen, interpretato Andy Favreau.
Collega di lavoro di Angie, con il quale lei poi inizia una relazione. Nonostante la donna fosse incerta se presentarlo o meno a suo figlio, Graham comunque lo prende in simpatia.
- Mia, interpretata da Vanessa Bayer.
Ex moglie di Will e madre di Sophie, è un avvocato di successo, ha sempre messo la carriera davanti alla famiglia, viaggiando sempre all'estero, infatti Will e Sophie la vedono poche volte. È ancora attratta da Will.
- Mark, interpretato da Steve Zissis.
Dermatologo e interesse amoroso di Poppy. Un tempo lavorava per Douglas, lui non lo sopporta. Le persone lo trovano adorabile.
- Jackie, interpreta Jackie Seiden.
È a capo di un gruppo di madri, le "Cospiratrici", con cui Angie ha spesso alti e bassi. Suo marito è un produttore televisivo.
- Tracy Freeze, interpretata da Jama Williamson.
È il capo di Will. Fra i due ci sono intesa e attrazione.
- Ron, interpretato da Bashir Salahuddin.
È l'ex marito di Poppy, e padre di Rory. Dopo il divorzio ha sposato Sharon, una donna più giovane di lui.
- Guy McCormick, interpretato da Steve Tom.
Eccentrico meteorologo, e collega di lavoro di Will.
- Derek, interpretato da Adam Brody.
Musicista metal, ex fidanzato di Angie e padre di Graham. Poco dopo aver scoperto della gravidanza di Angie, la abbandona e prosegue la tournée. Adesso lavora in un fast food.
- Homily Pronstroller, interpretata da Sarah Yarkin.
Insegnante della scuola elementare, e interesse amoroso di Miggy.

## Accoglienza
Sull'aggregatore di recensioni Rotten Tomatoes ha un indice di gradimento del 73% con un voto medio di 6,67 su 10, basato su 15 recensioni. Su Metacritic, invece ha un punteggio di 67 su 100, basato su 10 recensioni.